# Akiem Hicks
(en) Statistiques sur pro-football-reference
Akiem Jamar Hicks, né le 16 novembre 1989 à  San José, Californie, est un joueur américain de football américain. Sélectionné en 89e position lors du troisième tour de la draft 2012 de la NFL par les Saints de La Nouvelle-Orléans, il évolue au poste de defensive end. Après quatre saisons dans l'effectif des Saints, il est transféré aux Patriots de la Nouvelle-Angleterre en échange de Michael Hoomanawanui. Il n'y reste que six mois avant de signer un contrat de deux ans pour 10 millions de dollars avec les Bears de Chicago. Il s'impose comme un élément clef de la défense des Bears et est prolongé quatre nouvelles saisons avec un contrat d'une valeur de 48 millions de dollars dont 30 millions sont garantis.